# Scott Kosmachuk
Scott Kosmachuk (* 24. Januar 1994 in Richmond Hill, Ontario) ist ein kanadischer Eishockeyspieler, der zuletzt bis zum Ende der Saison 2024/25 beim österreichischen Klub EC Red Bull Salzburg aus der ICE Hockey League unter Vertrag gestanden und dort auf der Position des rechten Flügelstürmers gespielt hat. Zuvor absolvierte Kosmachuk unter anderem weit über 300 Partien in der American Hockey League (AHL) und bestritt zudem acht Spiele für die Winnipeg Jets in der National Hockey League (NHL).

## Karriere
Kosmachuk stammt aus Richmond Hill, einem Vorort der Metropole Toronto, und spielte dort im Juniorenbereich zunächst zwischen 2009 und 2010 für die Toronto Marlboros. Über die OHL Priority Selection im Jahr 2010 hatten die Guelph Storm aus der Ontario Hockey League (OHL) schließlich die Rechte an Kosmachuk erworben und holten ihn zur Saison 2010/11 in ihren Kader. In dem stets als Playoff-Anwärter geltendem Team verbesserte der rechte Flügelstürmer seine Punktausbeute von Jahr zu Jahr und gewann in der Spielzeit 2013/14 – seiner letzten Saison im Juniorenbereich – den J. Ross Robertson Cup, die Meisterschaftstrophäe der OHL. Im anschließenden Memorial Cup scheiterte die Mannschaft erst im Finale an den Edmonton Oil Kings aus der Western Hockey League (WHL). Zudem wurde Kosmachuk in das Second All-Star-Team der OHL gewählt.
Während seiner vier Jahre in Guelph war Kosmachuk im NHL Entry Draft 2012 in der dritten Runde an 70. Stelle von den Winnipeg Jets aus der National Hockey League (NHL) ausgewählt worden. Diese nahmen ihn in seinem letzten Juniorenjahr im Dezember 2013 unter Vertrag. Mit Beginn der Saison 2014/15 kam er bei Winnipegs Farmteam, den St. John’s IceCaps, aus der American Hockey League (AHL) zum Einsatz. Nach dem Wechsel des Kooperationspartners gehörte er in der Saison 2015/16 dem Kader der Manitoba Moose an. Im Saisonverlauf feierte der Stürmer auch sein Debüt in der NHL für die Jets und kam im März 2016 zu acht Einsätzen, in denen ihm drei Torvorlagen gelangen. Dennoch gelang ihm zur Spielzeit 2016/17 weiterhin nicht der dauerhafte Sprung in die NHL und verbrachte das gesamte Jahr bei den Moose. Nachdem er nach der Saison ein Free Agent geworden war, fand er in den Hartford Wolf Pack aus der AHL einen neuen Arbeitgeber. Im Juli 2018 unterzeichnete Kosmachuk als Free Agent einen Einjahresvertrag bei der Colorado Avalanche. Diese gaben den Angreifer nach einem Jahr im Juni 2019 samt einem Zweit- und einem Drittrunden-Wahlrecht im NHL Entry Draft 2020 an die Washington Capitals ab und erhielten dafür André Burakovsky. Sein im Folgemonat auslaufender Vertrag wurde in Washington jedoch nicht verlängert.
Im November 2019 gaben die Augsburger Panther aus der Deutschen Eishockey Liga (DEL) die Verpflichtung Kosmachuks bekannt. Für die Panther kam er in 32 DEL-Spielen auf zehn Tore und 15 Vorlagen. Im August 2020 erhielt er – genauso wie sein Teamkollege Sahir Gill – einen Vertrag beim EC VSV aus der ICE Hockey League. Dort lief der Kanadier zwei Spielzeiten lang auf und wurde am Ende der Spielzeit 2021/22 ins All-Star-Team der ICEHL berufen. Anschließend verließ er die Villacher und wechselte für eine Spielzeit zum finnischen Traditionsklub TPS Turku aus der Liiga. Im Juli 2023 schloss sich der Kanadier für ein Spieljahr dem HK Lada Toljatti aus der Kontinentalen Hockey-Liga (KHL) an, bevor er im November 2024 erneut in die ICE Hockey League wechselte – diesmal zum EC Red Bull Salzburg. Mit den Salzburgern gewann er am Saisonende die Liga sowie den österreichischen Meistertitel.

### International
Kosmachuk spielte für sein Heimatland bei der U18-Junioren-Weltmeisterschaft 2012 in Kanada. In sieben Turnierspielen blieb er tor- und punktlos, gewann mit der Mannschaft aber die Bronzemedaille.

## Erfolge und Auszeichnungen
| - 2012 Teilnahme am CHL Top Prospects Game - 2014 J.-Ross-Robertson-Cup-Gewinn mit den Guelph Storm - 2014 OHL Second All-Star Team | - 2022 ICEHL All-Star Team - 2025 Meister der ICE Hockey League und Österreichischer Meister mit dem EC Red Bull Salzburg |

### International
- 2012 Bronzemedaille bei der U18-Junioren-Weltmeisterschaft

## Karrierestatistik
Stand: Ende der Saison 2024/25

### International
Vertrat Kanada bei:
- U18-Junioren-Weltmeisterschaft 2012

(Legende zur Spielerstatistik: Sp oder GP = absolvierte Spiele; T oder G = erzielte Tore; V oder A = erzielte Assists; Pkt oder Pts = erzielte Scorerpunkte; SM oder PIM = erhaltene Strafminuten; +/− = Plus/Minus-Bilanz; PP = erzielte Überzahltore; SH = erzielte Unterzahltore; GW = erzielte Siegtore; 1 Play-downs/Relegation; Kursiv: Statistik nicht vollständig)